# Cyrioctea griswoldorum
Cyrioctea griswoldorum är en spindelart som beskrevs av Norman I. Platnick och Rudy Jocqué 1992. Cyrioctea griswoldorum ingår i släktet Cyrioctea och familjen Zodariidae.
Artens utbredningsområde är Namibia. Inga underarter finns listade i Catalogue of Life.